# Sepp Schwinghammer
Sepp Schwinghammer (* 21. September 1950 in Garmisch-Partenkirchen) ist ein ehemaliger deutscher Skispringer.

## Werdegang
Zwischen 1969 und 1977 startete Schwinghammer jährlich bei der Vierschanzentournee. Sein erstes Springen bestritt er beim Neujahrsspringen am 1. Januar 1969 in Garmisch-Partenkirchen. Dabei erreichte er den 59. Platz.
Seine beste Tournee bestritt er mit der Vierschanzentournee 1975/76, wo er mit 832 Punkten den 10. Platz in der Tournee-Gesamtwertung belegte. Dabei konnte er zudem mit je einem 10. Platz in Oberstdorf und Innsbruck seine höchsten Einzelplatzierungen erreichen.